# NGC 679
NGC 679 je galaksija u zviježđu Andromeda. Pripada galaktičkom skupu Abell 262. Otkrio ju je astronom William Herschel, 13. rujna 1784.

## Vanjske poveznice
- SEDS: NGC 0679